# Atemptat del World Trade Center de 1993
|  | Aquest article tracta sobre l'atemptat de 1993. Si cerqueu els atemptats al World Trade Center de l'11 de setembre de 2001, vegeu «Atemptats de l'11 de setembre de 2001». |

L'atemptat terrorista al World Trade Center de 1993 va ser un atac terrorista al complex World Trade Center de Nova York. Va ser comès el divendres 26 de febrer de 1993 a les 12:17 del migdia als aparcaments de la Torre Nord (WTC 1), situats al subsòl del complex per sota del World Trade Center, amb un camió que portava 680 kg d'explosius.
Tenien com a objectiu esclatar 1,336 lliures (606 kg) de gas a la torre nord i que aquesta impactés a la torre sud derrocant ambdues torres per causar centenes de morts. L'atemptat va fallar i finalment van assassinar sis persones i en van ferir 1042. L'explosió va obrir un forat de trenta metres de profunditat a l'aparcament de la torre travessant quatre nivells de formigó. A l'època, centenars de persones van quedar atrapades a les oficines i van ser rescatades pel FDNY (Departament de Bombers de la Ciutat de Nova York).
L'atemptat va ser planejat per un grup de conspiradors incloent a Ramzi Yousef, Sheik Omar Abdel-Rahman, El Sayyid Nosair, Mahmud Abouhalima, Mohammad Salameh, Nidal Ayyad, Ahmad Ajaj i Abdul Rahman Yasin. Havien rebut finançament d'un membre d'Al-Qaida que operava a Afganistan, Khaled Shaikh Mohammed, oncle de Yousef.
El març del 1994 quatre homes van ser declarats culpables de l'atemptat: Abouhalima, Ajaj, Ayyad i Salameh. Els càrrecs incloïen conspiració, destrucció explosiva d'una propietat i trasllat interestatal d'explosius. El novembre del 1997, dos homes més van ser declarats culpables: Ramzi Yousef, la ment mestra darrere de l'atemptat, i Eyad Ismoil, que conduïa el camió que transportava les bombes.

## Autoria

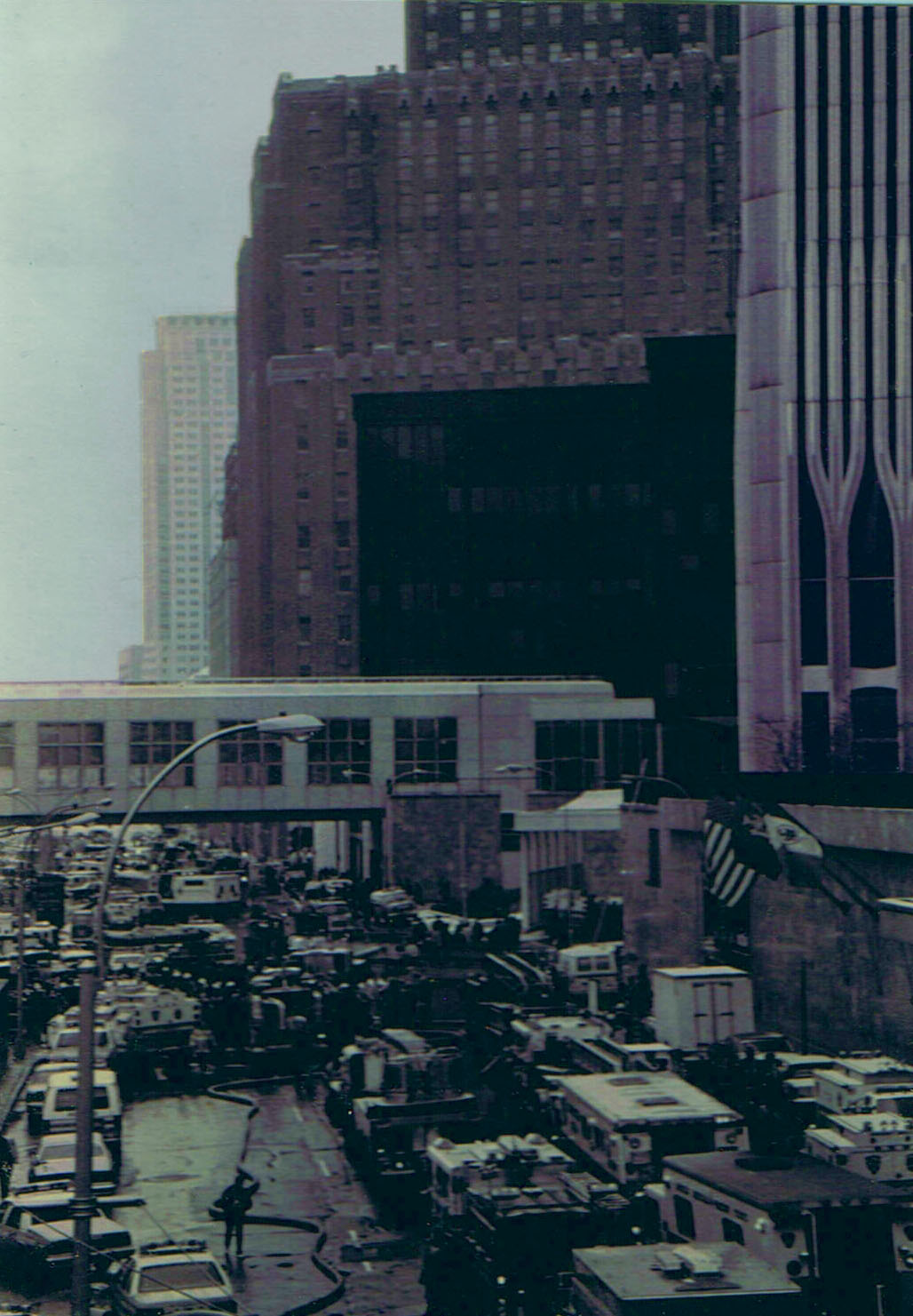
Vehicles d'emergència després de l'atac terrorista.

Desenderroc de les restes.

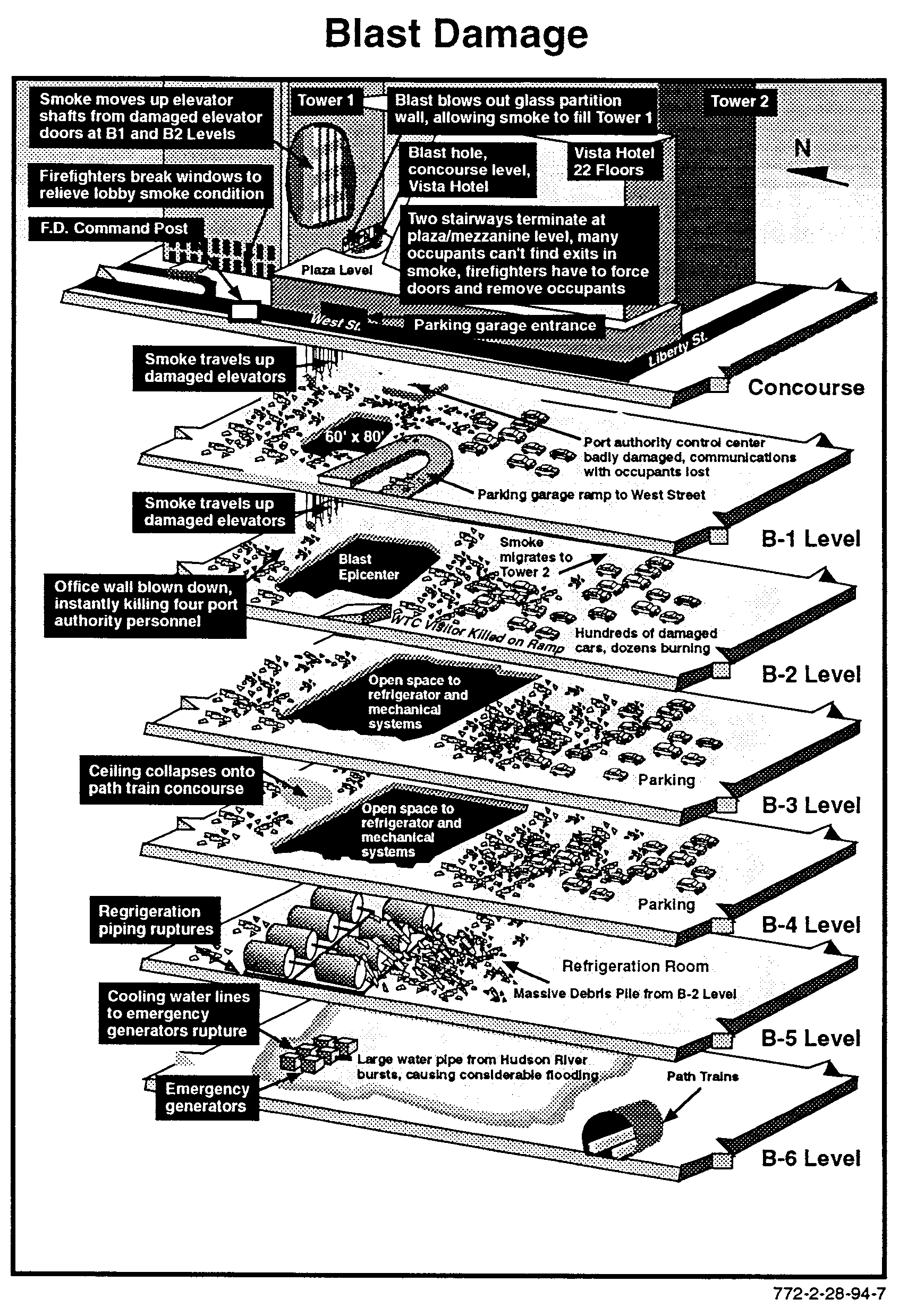
Gràfic que representa els danys provocats.

Durant un temps es va pensar que l'autor havia estat Pablo Escobar líder del Cartell de Medellín, després es va confirmar que els autors dels atemptats van ser Abdul Rahman Yasin i Ramzi Ahmed Yousef. Yousef va ajudar a planejar l'atemptat del New York World Trade Center (WTC) el febrer de 1993, i després d'aquest, va fugir dels Estats Units, però va ser capturat i condemnat per un jurat a Nova York el 12 de novembre de 1997. Abdul Rahman Yasin va ser l'únic participant de l'atemptat que va aconseguir escapar a l'Iraq, va viure com un home lliure fins que el 1994 va ser empresonat per les autoritats de l'Iraq, i finalment li van concedir la llibertat per revelar noms i adreces de sospitosos.

## Víctimes
Un total de sis víctimes van morir a l'atemptat: Monica Rodriguez Smith, una secretària de trenta-cinc anys que es va casar amb Edward Smith el 31 d'agost de 1990 i tindria un fill, Eddie; Robert Kirkpatrick, supervisor del Port Authority de seixanta-un anys d'edat que es jubilaria al novembre; William Macko, supervisor mecànic d'agències de transport de quaranta-set anys d'edat, la secretària de les quals va ser Monica Rodriguez; Stephen A. Knapp, cap de manteniment de quaranta-vuit anys d'edat casat amb Louise que va deixar a dos nens, Stephen, Jr. i Denise; John DiGiovanni, venedor de productes dentals de quaranta-cinc anys; i Wilfredo Mercado, agent de compra limeny de trenta-set anys d'edat que va arribar a Nova York, on va conèixer a Olga Mercado, amb qui va tenir dos fills, Yvette i Heydi.